# Murray (Nebraska)
Murray – wieś w Stanach Zjednoczonych, w stanie Nebraska, w hrabstwie Cass.